# Arvīds Bārda
Arvīds Oto Bārda (ur. 11 lutego 1901 w Rydze, zm. 11 listopada 1940 tamże) – łotewski piłkarz grający na pozycji napastnika, olimpijczyk. W karierze rozegrał 7 meczów w reprezentacji Łotwy, w której strzelił dwie bramki. Jego braćmi byli Edvīns i Rūdolfs, również piłkarze. Był przyjmującym zakłady podczas zawodów hippicznych.

## Kariera klubowa
Grał w klubie JKS Ryga, później reprezentował barwy RFK Ryga, z którym trzykrotnie zdobywał tytuł mistrza kraju (1924, 1925, 1926).

### Kariera reprezentacyjna
Bārda zagrał w pierwszym w historii oficjalnym meczu reprezentacji Łotwy. 24 września 1922 roku w Rydze, Łotwa zremisowała w towarzyskim meczu z drużyną Estonii 1–1. W 1924 roku dostał powołanie do reprezentacji narodowej na Letnie Igrzyska Olimpijskie 1924. Łotysze rozegrali jeden mecz; w pojedynku drugiej rundy (w pierwszej mieli wolny los), reprezentanci tego kraju przegrali z Francuzami 0–7 i odpadli z turnieju. Ostatnim jego meczem w reprezentacji narodowej było spotkanie towarzyskie z Estonią (18 października 1924). Łotysze zwyciężyli 2-0. Łącznie strzelił w kadrze narodowej dwie bramki.